# Jalen Williams
Pour les articles homonymes, voir Williams.
Ne doit pas être confondu avec Jaylin Williams.
Jalen Devonn Williams, né le 14 avril 2001 à Denver dans le Colorado, est un joueur américain de basket-ball évoluant aux postes d'arrière, ailier et ailier fort. Il mesure 1,94 m.

## Biographie

### Carrière universitaire
Entre 2019 et 2022, il joue pour les Broncos à l'université de Santa Clara où il est désigné dans la première équipe de la West Coast Conference.

### Carrière professionnelle

#### Thunder d'Oklahoma City (depuis 2022)
Il est choisi en 12e position par le Thunder d'Oklahoma City lors de la draft 2022.

## Palmarès

### NBA
- 1 sélection au NBA All-Star Game en 2025[2].
- All-NBA Third Team en 2025[3].
- NBA All-Defensive Second Team en 2025[3].
- NBA All-Rookie First Team en 2023[4].
- Champion NBA en 2025 avec le Thunder d'Oklahoma City.

### Université
- First-team All-WCC en 2022[1].

## Statistiques
gras = ses meilleures performances

### Universitaires
| Saison    | Équipe      | Matchs | Titul. | Min./m | % Tir | % 3pts | % LF | Rbds/m. | Pass/m. | Int/m. | Ctr/m. | Pts/m. |
| --------- | ----------- | ------ | ------ | ------ | ----- | ------ | ---- | ------- | ------- | ------ | ------ | ------ |
| 2019-2020 | Santa Clara | 33     | 23     | 25,4   | 43,6  | 35,2   | 76,3 | 2,85    | 1,88    | 1,33   | 0,52   | 7,70   |
| 2020-2021 | Santa Clara | 18     | 18     | 31,6   | 39,9  | 27,4   | 75,7 | 4,11    | 2,33    | 1,17   | 0,61   | 11,50  |
| 2021-2022 | Santa Clara | 33     | 33     | 34,8   | 51,3  | 39,6   | 80,9 | 4,42    | 4,15    | 1,18   | 0,55   | 18,00  |
| Carrière  | Carrière    | 84     | 74     | 30,4   | 46,9  | 35,2   | 78,5 | 3,74    | 2,87    | 1,24   | 0,55   | 12,56  |

### Professionnelles

#### Saison régulière
| Saison    | Équipe        | Matchs | Titul. | Min./m | % Tir | % 3pts | % LF | Rbds/m. | Pass/m. | Int/m. | Ctr/m. | Pts/m. |
| --------- | ------------- | ------ | ------ | ------ | ----- | ------ | ---- | ------- | ------- | ------ | ------ | ------ |
| 2022-2023 | Oklahoma City | 75     | 62     | 30,3   | 52,1  | 35,6   | 81,2 | 4,49    | 3,31    | 1,37   | 0,47   | 14,08  |
| 2023-2024 | Oklahoma City | 71     | 71     | 31,3   | 54,0  | 42,7   | 81,4 | 3,97    | 4,54    | 1,13   | 0,63   | 19,08  |
| 2024-2025 | Oklahoma City | 69     | 69     | 32,4   | 48,4  | 36,5   | 78,9 | 5,35    | 5,13    | 1,61   | 0,67   | 21,59  |
| Carrière  | Carrière      | 215    | 202    | 31,3   | 51,3  | 38,2   | 80,3 | 4,60    | 4,30    | 1,37   | 0,59   | 18,14  |

#### Playoffs
| Saison   | Équipe        | Matchs | Titul. | Min./m | % Tir | % 3pts | % LF | Rbds/m. | Pass/m. | Int/m. | Ctr/m. | Pts/m. |
| -------- | ------------- | ------ | ------ | ------ | ----- | ------ | ---- | ------- | ------- | ------ | ------ | ------ |
| 2024     | Oklahoma City | 10     | 10     | 37,7   | 46,9  | 38,5   | 81,5 | 6,80    | 5,40    | 1,70   | 0,50   | 18,70  |
| Carrière | Carrière      | 10     | 10     | 37,7   | 46,9  | 38,5   | 81,5 | 6,80    | 5,40    | 1,70   | 0,50   | 18,70  |

## Records sur une rencontre en NBA
Les records personnels de Jalen Williams en NBA sont les suivants, :
| Type de statistique        | Saison régulière | Saison régulière            | Saison régulière | Playoffs | Playoffs                        | Playoffs      |
| Type de statistique        | Record           | Adversaire                  | Date             | Record   | Adversaire                      | Date          |
| -------------------------- | ---------------- | --------------------------- | ---------------- | -------- | ------------------------------- | ------------- |
| Points                     | 41               | @ Spurs de San Antonio      | 2 mars 2025      | 40       | Pacers de l'Indiana             | 16 juin 2025  |
| Paniers marqués            | 15               | @ Spurs de San Antonio      | 2 mars 2025      | 14       | Pacers de l'Indiana             | 16 juin 2025  |
| Paniers tentés             | 26               | @ Spurs de San Antonio      | 19 novembre 2024 | 25       | Pacers de l'Indiana             | 16 juin 2025  |
| Paniers à 3 points réussis | 5                | 2 fois                      | 2 fois           | 6        | @ Timberwolves de Minnesota     | 26 mai 2025   |
| Paniers à 3 points tentés  | 10               | Rockets de Houston          | 27 mars 2024     | 7        | @ Nuggets de Denver             | 9 mai 2025    |
| Lancers francs réussis     | 9                | @ Trail Blazers de Portland | 6 mars 2024      | 11       | @ Pacers de l'Indiana           | 13 juin 2025  |
| Lancers francs tentés      | 10               | 3 fois                      | 3 fois           | 12       | Pacers de l'Indiana             | 16 juin 2025  |
| Rebonds offensifs          | 4                | 2 fois                      | 2 fois           | 3        | Pelicans de La Nouvelle-Orléans | 21 avril 2024 |
| Rebonds défensifs          | 9                | Suns de Phoenix             | 19 mars 2023     | 9        | Timberwolves de Minnesota       | 22 mai 2025   |
| Rebonds totaux             | 10               | 4 fois                      | 4 fois           | 10       | Timberwolves de Minnesota       | 22 mai 2025   |
| Passes décisives           | 12               | @ Heat de Miami             | 10 janvier 2024  | 8        | Mavericks de Dallas             | 18 mai 2024   |
| Interceptions              | 6                | @ Lakers de Los Angeles     | 7 février 2023   | 2        | 2 fois                          | 2 fois        |
| Contres                    | 4                | Warriors de Golden State    | 10 novembre 2024 |          |                                 |               |
| Balles perdues             | 6                | Warriors de Golden State    | 3 novembre 2023  | 4        | Pelicans de La Nouvelle-Orléans | 24 avril 2024 |
| Minutes jouées             | 41               | @ Warriors de Golden State  | 18 novembre 2023 | 40       | Pelicans de La Nouvelle-Orléans | 21 avril 2024 |

- Double-double : 10 (dont un en playoffs)
- Triple-double : 0

Dernière mise à jour : 22 mai 2025